# Громобійця (Кевін Мастерсон)
Громобійця (англ. Thunderstrike), справжнє ім'я Кевін «Кев» Мастерсон (англ. Kevin «Kev» Masterson) — вигаданий персонаж з коміксів американського видавництва Marvel Comics. Член команди супергероїв — Асґардійці Галактики.

## Історія публікації
Кевін Мастерсон був створений Томом ДеФалко і Роном Френцом, вперше з'явившись в «Thor» том 1 #392 в червні 1988 року як син оригінального героя, відомого як Громобійця, Еріка Мастерсона. Він продовжував з'являтися у ролях другого плану в «Thor» та спінофі «Thunderstrike».
Персонаж був переосмислений у «What If» Том 2 #105, вперше з'явившись як нова версія Громобійці. Походження Кевіна Мастерсона як героя з'явиться в наступній серії «MC2 A-Next» #1, де він буде продовжувати з'являтися, як частина ансамблю персонажів. Він також з'явиться в серіях MC2 «Last Hero Standing» і «Last Planet Standing», а також в наступних серіях «Avengers Next».
Використання Кевіна Мастерсона як спадкової версії Громобійця було темою, до якої повернулися під час «Heroic Age». Було оголошено, що персонаж повернеться в новому п'ятисерійному коміксі, створеному співавторами Томом ДеФалко і Роном Френцом в листопаді 2010 року. У серпні розпочалась промокампанія, що готувала цей захід, із зображенням булави та написом «Один повстане...» і «Світу все ще потрібні герої». Перші випуски отримали загалом позитивні відгуки, в яких високо оцінювалися передумови, персонажі та сюжет. Наприкінці серії книга отримала високу оцінку за сюжет, діалоги та персонажі, а також за перетворення класичного персонажа на позачасового.
Громобійця з'явився в «Fear Itself: The Home Front».